# Vương Thế Sung
Vương Thế Sung (tiếng Trung: 王世充; bính âm: Wáng Shìchōng? - 621), tên tự Hành Mãn (行滿), là một tướng lĩnh của triều Tùy. Ông là một trong số ít các tướng Tùy đã đánh bại được các đội quân khởi nghĩa, trong đó có Lý Mật. Tuy nhiên, sau đó ông đã phế truất hoàng đế Dương Đồng của triều Tùy và trở thành hoàng đế của nước Trịnh. Trước áp lực từ quân Đường, ông đã buộc phải cầu viện Hạ vương Đậu Kiến Đức. Sau khi Đậu Kiến Đức bị quân Đường bắt, ông đầu hàng. Mặc dù được Đường Cao Tổ tha tội, song ông đã bị Độc Cô Tu Đức ám sát để trả thù giết cha.

## Sự nghiệp ban đầu
Tổ tiên của Vương Thế Sung vốn mang họ Chi (支), có nguồn gốc từ Tây Vực và không phải là người Hán. Sau khi tổ phụ Chi Đồi Nậu (支頹耨) mất sớm, tổ mẫu của ông tái giá với một người họ Vương. Cha của Vương Thế Sung là Chi Thu (支收), Chi Thu do được kế phụ nuôi dưỡng nên đã cải sang họ Vương. Vương Thu sau đó trở thành một trưởng sử cho thứ sử Biện châu (汴州, nay gần tương ứng với Khai Phong, Hà Nam).
Vương Thế Sung được đánh giá là một người hiếu học vào thời niên thiếu, đặc biệt tập trung vào binh pháp, cũng như pháp luật và kinh sử. Những năm Khai Hoàng triều Tùy, Vương Thế Sung là một tả dực vệ, do có quân công nên được phong chức 'nghi đồng', binh bộ 'viên ngoại lang'. Ông khéo léo trong việc áp dụng luật pháp và ăn nói, ngay cả khi ông nói ra những điều không hợp lý, người ta cũng không thể bác lại lý lẽ của ông.
Năm 610, sau khi Giang Đô cung giám Trương Hành (張衡) không còn nhận được sự tín nhiệm của Tùy Dạng Đế, Vương Thế Sung trở thành người thay thế. Do Dạng Đế thường xuyên đến Giang Đô (江都, nay thuộc Dương Châu, Giang Tô), Vương Thế Sung được cho là đã khéo xu nịnh hoàng đế và trang hoàng cung điện cực kỳ phung phí, khiến hoàng đế tín nhiệm. Thậm chí, người ta còn nói rằng Vương Thế Sung đã biết trước Tùy sớm muộn sẽ lâm vào nhiễu loạn, vì thế ông đã vun đắp quan hệ với các dũng sĩ. Bất cứ khi nào có người trong số đó bị bắt giam, ông cũng đều thường tìm cách để họ được phóng thích, mục đích là để khiến họ biết ơn.
Năm 613, khi tướng Dương Huyền Cảm nổi dậy gần đông đô Lạc Dương, các đội quân khởi nghĩa nông dân ở bờ nam Trường Giang cũng vùng dậy, thủ lĩnh của họ là Lưu Nguyên Tiến (劉元進). Ban đầu, Tùy Dạng Đế phái các tướng Thổ Vạn Tự (吐萬緒) và Ngư Câu La (魚俱羅) dẫn quân đi đánh Lưu Nguyên Tiến, song hai tướng này đã không thể giành được thắng lợi. Tùy Dạng Đế vì thế đã cho xử tử Ngư Câu La, còn Thổ Vạn Tự thì sợ hãi mà chết. Sau đó, Vương Thế Sung được Tùy Dạng Đế cho thống soái tướng sĩ đi đánh Lưu Nguyên Tiến, kết quả đã đánh bại và giết chết được Lưu. Ban đầu, Vương Thế Sung hứa sẽ không sát hại các binh sĩ của Lưu Nguyên Tiến nếu họ chịu đầu hàng, song đến khi họ đầu hàng, ông lại cho giết hết họ. Tuy nhiên, Tùy Dạng Đế cho rằng Vương Thế Sung là một tướng tài nên qua việc này thì càng tín nhiệm hơn.
Năm 614, một thủ lĩnh khởi nghĩa là Mạnh Nhượng (孟讓) đã tiến về phía nam từ quê hương Tề quận (nay gần tương ứng với Tế Nam, Sơn Đông), đến Hu Dị (盱眙, nay thuộc Hoài An, Giang Tô). Vương Thế Sung đã dẫn quân đi đánh Mạnh Nhượng và cho xây năm lũy để cản bước tiến của Mạnh, trong khi giả vờ là một đội quân yếu kém. Mạnh Nhượng cho rằng Vương Thế Sung là một kẻ bất tài nên đã cho trải quân tấn công Vương Thế Sung và cướp bóc khu vực. Vương Thế Sung thừa cơ đã phản công, quân của Mạnh Nhượng bị đánh bại và bản thân vị thủ lĩnh này phải chạy trốn.
Năm 615, trong lúc Tùy Dạng Đế đang ở tại Nhạn Môn (雁門, nay thuộc Hãn Châu, Sơn Tây), Thủy Tất khả hãn A Sử Na Đốt Cát Thế của Đột Quyết đã tiến hành tập kích và bao vây Nhạn Môn. Vương Thế Sung đã đem quân từ Giang Dô tiến đến Nhạn Môn cần vương bất chấp khoảng cách xa xôi, và trong hành trình, ông thường xuyên khóc lóc và tâm trạng rối bời, lo sợ cho sự an nguy của hoàng đế. Sau khi Nhạn Môn được giải vây, Tùy Dạng Đế được nghe kể về điều này nên càng tin tưởng vào lòng trung thành của Vương Thế Sung.
Năm 616, Vương Thế Sung trở thành Giang Đô thông thủ. Sau khi tướng Dương Nghĩa Thần đánh bại và giết chết thủ lĩnh khởi nghĩa Cách Thiên (格遷) ở Hà Bắc, Vương Thế Sung đã đánh tan dư bộ của Cách Thiên, cũng như quân của thủ lĩnh Lô Minh Nguyệt (盧明月) ở Nam Dương. Tùy Dạng Đế cảm kích trước các chiến thắng của Vương Thế Sung, và đã đích thân thưởng rượu cho Vương.

## Giao chiến với Lý Mật
Vào mùa thu năm 617, Lạc Dương bị Ngụy công Lý Mật uy hiếp, Ngõa Cương quân của Lý Mật đã chiếm được các kho lương lớn gần Lạc Dương và khiến cho quân Tùy lưu thủ trong thành bị đói. Tùy Dạng Đế lúc đó đang ở Giang Đô và đã phái Vương Thế Sung cùng các tướng Vương Long (王隆), Vi Tễ (韋霽), và Vương Biện (王辯), đem quân từ những nơi khác nhau trong nước đến cứu viện Lạc Dương. Họ nằm dưới quyền thống soái của Tiết Thế Hùng (薛世雄)- người cũng được lệnh đem quân từ Trác quận (涿郡, nay gần tương ứng với Bắc Kinh) đến Lạc Dương. Tuy nhiên, Tiết Thế Hùng đã bị Đậu Kiến Đức ngăn chặn và đánh bại, buộc phải triệt thoái về Trác quận và qua đời tại đó, khiến các tướng khác không có một chỉ huy chính. Khi Vương Thế Sung, Vương Biện và Vi Tễ đến Lạc Dương, họ lâm vào thế bế tắc với quân Lý Mật tại Lạc Hà, Tùy Dạng Đế đã trao quyền thống soái quân Tùy cho Vương Thế Sung. Vài tháng sau đó, Vương Thế Sung giao chiến với Lý Mật, mỗi bên đều giành được một số chiến thắng song tình thế vẫn chưa ngã ngũ, song quân của Vương Thế Sung thua là chính. Trong khi đó, Vương Thế Sung hy vọng Lý Mật và bộ tướng Trạch Nhượng sẽ trở nên bất hòa để ông có thể tận dụng thời cơ, song đến mùa đông năm 617, Lý Mật đã giết Trạch Nhượng mà không để cho Vương Thế Sung có cơ hội nào.
Vào mùa xuân năm 618, sau khi được bổ sung thêm 7 vạn quân, Vương Thế Sung tiến hành tiến công Lý Mật song chiến bại, Lý Mật sau đó cũng tiêu diệt các đội quân Tùy khác. Trước tình hình này, một số tướng Tùy và thủ lĩnh khởi nghĩa đã quy phục Lý Mật, đề nghị Lý Mật xưng đế song Lý từ chối. Vương Thế Sung triệt thoái về Lạc Dương và không đương đầu với Lý Mật một thời gian sau đó.
Cũng trong mùa xuân năm 618, Vũ Văn Hóa Cập đã lãnh đạo một cuộc binh biến tại Giang Đô và sát hại Tùy Dạng Đế. Khi tin tức truyền đến Lạc Dương, các quan lại triều Tùy trong thành đã tôn Dương Đồng làm hoàng đế. Vương Thế Sung là một trong những người đứng đầu của "Môn Hạ tỉnh" (門下省), được ban chức Lại bộ thượng thư và thụ phong tước Trịnh quốc công. Ông cùng sáu hạ thần khác: Đoàn Đạt (段達), Nguyên Văn Đô (元文都), Hoàng Phủ Vô Dật (皇甫無逸), Lô Sở (盧楚), Quách Văn Ý (郭文懿), và Triệu Trường Văn (趙長文), hợp thành một tập thể lãnh đạo gọi là "thất quý".
Vũ Văn hóa Cập dẫn Kiêu Quả quân tiến về phía bắc, hướng đến Lạc Dương, điều này khiến cho cả các quan lại triều Tùy trong thành Lạc Dương và Lý Mật đều lo sợ. Đến mùa hè, sau khi được Nguyên Văn Đô và Lô Sở tán thành, Dương Đồng tiến hành thỏa thuận hòa bình với Lý Mật, theo đó Lý Mật được nhận chức tước của triều Tùy và phải chịu thần phục Dương Đồng trên danh nghĩa. Sau đó, Lý Mật đã đẩy lui được các cuộc tấn công của Vũ Văn hóa Cập, khi các tin tức đó truyền đến Lạc Dương, các quan lại đều phần lớn hài lòng, song riêng Vương Thế Sung thì không. Điều này đã thu hút sự nghi ngờ từ Nguyên Văn Đô và Lô Sở, họ nghĩ Vương Thế Sung định dâng thành hàng phục Vũ Văn hóa Cập. "Thất quý" do đó mà nghi kị lẫn nhau.
Vương Thế Sung bắt đầu kích động binh lính dưới quyền mình bằng cách nói rằng họ sẽ sớm rơi vào bẫy của Lý Mật, và rằng nếu Lý Mật nhận được quyền thống soái họ (do Lý Mật còn được ban tước 'hành quân nguyên soái'), Lý Mật chắc chắn sẽ giết chết hết họ vì tội đã từng chống lại ông ta. Khi Nguyên Văn Đô biết được hành động của Vương Thế Sung, ông ta đã lên kế hoạch phục kích Vương Thế Sung. Tuy nhiên, do được Đoàn Đạt tiết lộ về âm mưu, Vương Thế Sung đã tiến hành chính biến trước, giết chết Lô Sở và bao vây cung điện. Hoàng Phủ Vô Dật chạy đến Trường An (tức đến triều Đường). Do sức ép từ Vương Thế Sung, Dương Đồng đành phải giao nộp Nguyên Văn Đô- người đã nhận xét về Dương Đồng: "Nếu thần chết vào buổi sáng, Bệ hạ sẽ chết vào buổi tối." Dương Đồng khóc lóc song vẫn đưa Nguyên Văn Đô đến chỗ Vương Thế Sung, Vương cho hành quyết Nguyên.
Vương Thế Sung sau đó gặp Dương Đồng và cam kết trung thành, thề rằng tất cả dự định của ông đều là để tự cứu mình và cứu lấy quốc gia. Dương Đồng đưa Vương Thế Sung vào cung để gặp Lưu thái hậu, và Vương Thế Sung cũng đã thề trước bà. Tuy vậy, từ thời điểm này, tất cả quyền lực đều nằm trong tay Vương Thế Sung, còn bản thân Dương Đồng không có quyền hành. Quách Văn Ý và Triệu Trường Văn cũng bị bắt giữ và xử tử. Ban đầu, Vương Thế Sung vẫn tiếp tục tỏ vẻ kính cẩn với thiếu hoàng đế, trong khi xu nịnh Lưu thái hậu bằng việc đề nghị được làm giả tử của bà và tôn phong bà là "Hiếu Cảm hoàng thái hậu" (聖感皇太后).

## Nhiếp chính triều Tùy
Khi biết tin về cái chết của Lô Sở và Nguyên Văn Đô, Lý Mật đã phá vỡ quan hệ hòa bình với chính quyền của Dương Đồng- nay nằm dưới quyền kiểm soát của Vương Thế Sung. Tuy nhiên, Lý Mật lại đánh giá thấp về Vương Thế Sung, vì vậy đã không có nhiều đề phòng trước việc sẽ bị Vương Thế Sung tấn công. Khi đó, quân của Lý Mật thiếu y phục, còn quân của Vương Thế Sung thiếu thực phẩm. Do thấy có thể kiếm lợi từ giao dịch, Bỉnh Nguyên Chân (邴元真) đã thuyết phục Lý Mật trao đổi thực phẩm với Vương Thế Sung để đổi lấy y phục. Kết quả là người dân Lạc Dương đã không còn đi hàng phục Lý Mật, sau đó Lý Mật dừng việc trao đổi. Trong khi đó, Ngõa Cương quân kiệt sức và bị thiệt hại nặng nề khi giao chiến với Kiêu Quả quân của Vũ Văn hóa Cập. Trước đó, Lý Mật đã tiếp nhận các thành viên trong gia tộc của Vương Thế Sung đến: huynh Vương Thế Vĩ (王世偉) cùng các nhi tử Vương Huyền Ứng (王玄應), Vương Huyền Thứ (王玄恕), và Vương Huyền Quỳnh (王玄瓊); Lý Mật đã cho giam giữ họ tại thành Yển Sư (偃師, nay thuộc Lạc Dương) với hy vọng sau này sẽ dùng họ để khiến Vương Thế Sung hàng phục.
Vương Thế Sung nhân cơ hội này đã tiến đánh Lý Mật trên quy mô lớn vào mùa thu năm 618. Sau khi Vương Thế Sung thuyết phục binh lính rằng Chu công đã hiển linh báo mộng về chiến thắng, ông ta đã giành chiến thắng trước Lý Mật, sau đó Vương tìm kiếm một người có dung mạo tương tự như Lý Mật để tuyên bố rằng Lý Mật đã bị bắt, mục đích là nhằm nâng cao hơn nữa tinh thần chiến đấu của binh sĩ. Tiếp theo, Vương Thế Sung công chiếm Yển Sư, giải thoát cho các thành viên trong gia tộc và bắt được gia quyến của nhiều tướng Ngõa Cương quân. Vương Thế Sung tiếp tục tấn công Lý Mật, lần này Lý Mật phản ứng chậm chạp và không thể chống lại. Các tướng Bỉnh Nguyên Chân và Đan Hùng Tín của Ngõa Cương quân đã hàng phục Vương Thế Sung. Thoạt đầu, Lý Mật suy tính đến việc trốn chạy để hợp quân với Từ Thế Tích, song ruốt cuộc đã chạy về phía tây để hàng phục Đường Cao Tổ Lý Uyên. Sau khi Lý Mật rời khỏi khu vực, hầu hết lãnh thổ do Ngõa Cương quân kiểm soát đều hàng phục chính quyền của Dương Đồng. Một thủ lĩnh khởi nghĩa lớn là Chu Xán cũng hàng phục triều đình Lạc Dương, còn Hạ vương Đậu Kiến Đức trên danh nghĩa cũng quy phục Dương Đồng.
Vương Thế Sung ban cho mình chức thái úy, thượng thư lệnh, và bắt đầu thu nhận các quan lại có danh tiếng tốt, làm thuộc quan cho mình. Vương Thế Sung khuyến khích mọi người đề xuất các ý kiến, cho đặt ba bảng ở phủ ngoại, cầu ba loại người:
1. Cầu người hiểu văn, có thể đảm đương được việc tế thế
2. Cầu người dũng mãnh hay tài cán tuyệt chúng để đi đánh trận
3. Người cần trị oan ức song không thể kêu oan ở đâu

Mặc dù hoan nghênh các đề xuất hay kiến nghị, song Vương Thế Sung không thực sự hành động theo chúng. Trong khi dùng lời hay ý đẹp để úy lạo các binh sĩ thậm chí ở cấp thấp nhất, song thực tế Vương Thế Sung cũng ít có hành động nhằm tạo phúc lợi cho họ. Vào mùa xuân năm 619, các thuộc cấp của Vương Thế Sung là Độc Cô Vũ Đô (獨孤武都), Độc Cô Cơ (獨孤機), Dương Cung Thận (楊恭慎), Tôn Sư Hiếu (孫師孝), Lưu Hiếu Nguyên (劉孝元), Lý Kiệm (李儉), và Thôi Hiếu Nhân (崔孝仁) đã âm mưu dâng Lạc Dương hàng quân Đường, song đã bị phát hiện, và toàn bộ những người này đều bị xử tử.
Trong khi đó, tại một yến tiệc tại cung điện của Dương Đồng, Vương Thế Sung bị ngộ độc thực phẩm nặng, ông cho rằng mình bị đầu độc nên từ đó đã từ chối gặp mặt Dương Đồng. Dương Đồng lo lắng cho số mệnh của mình, vì thế đã ban của cải trong ngân khố triều đình cho dân nghèo để mong được thần linh phù trợ, tuy nhiên Vương Thế Sung đã cho quân bao vây cung điện để chấm dứt việc này. Cũng trong mùa xuân năm 619, Vương Thế Sung buộc Dương Đồng phải hạ chiếu phong cho ông là Trịnh Vương, thụ cửu tích. Ông cũng lệnh cho các thuộc hạ tiến hành bàn luận công khai về việc làm thế nào để ông lên ngôi được danh chính ngôn thuận. Vào mùa hạ năm 619, Vương Thế Sung phái Đoàn Đạt và Vân Định Hưng (雲定興) vào cung thuyết phục Dương Đồng thiện nhượng, thậm chí còn phái sứ giả đến chỗ Dương Đồng nói rằng:
Thiên hạ không ổn định, muốn tu trấn cần có trưởng quân [vua nhiều tuổi]. Đợi khi Thiên hạ an định, thì sẽ phục vị như đã hứa.
Sau đó, Vương Thế Sung ra thánh chỉ nhân danh Dương Đồng, thiện vị cho mình, kết thúc triều Tùy và lập ra nước Trịnh.

## Trị vì
Vương Thế Sung lập con trai trưởng là Vương Huyền Ứng làm thái tử và lập con trai thứ Vương Huyền Thứ làm Hán vương. Vương Thế Sung phong vương cho 19 người họ hàng khác, còn cựu hoàng Dương Đồng thì bị giáng làm Lỗ quốc công. Vương Thế Sung không có nơi làm việc cố định, thay vào đó ông đến một số nơi khác nhau trong thành, và có thói quen đích thân tiếp nhận tấu trình từ người dân để thể hiện rằng mình là người cởi mở đối với các kiến nghị, song do có quá nhiều người dâng tấu nên ông không thể đọc hết chúng. Ông cũng được mô tả là nói nhiều trong lúc tiếp triều, khiến các buổi tiếp triều thường kéo dài quá lâu. Trong khi đó, do hậu quả từ hành động soán vị của ông, một số quận trước đây quy phục Dương Đồng thì nay chuyển sang quy phục triều Đường hay nước Hạ của Đậu Kiến Đức, Đậu Kiến Đức cũng chính thức ngừng quy phục. Sau khi Vương Thế Sung tấn công Lê Dương (黎陽, nay thuộc Hạc Bích, Hà Nam)- là vùng mà Hạ đã đoạt được của Đường- vào mùa đông năm 619, Đậu Kiến Đức đã trả đũa bằng cách tiến đánh Ân châu (殷州, nay gần tương ứng với Tân Hương, Hà Nam), hai nước trở thành kẻ thù.
Một tháng sau, Bùi Nhân Cơ và nhi tử Bùi Hành Nghiễm (裴行儼), cũng như các hạ thần Vũ Văn Nho Đồng (宇文儒童), Vũ Văn Ôn (宇文溫), và Thôi Đức Bản (崔德本) đã lập mưu giết chết Vương Thế Sung và phục vị cho Dương Đồng. Tuy nhiên, tin tức bị lộ và những người chủ mưu cùng gia quyến của họ đều bị giết hại. Tề vương Vương Thế Uyển (王世惲) sau đó đã thuyết phục Vương Thế Sung rằng để ngăn ngừa một âm mưu như vậy lại tái diễn, cần phải giết chết Dương Đồng. Vương Thế Sung chấp thuận và phái Đường vương Vương Nhân Tắc (王仁則) cùng gia nô Lương Bách Niên (梁百年) đi giết Dương Đồng.
Trong khi đó, giữa Trịnh và Đường đã xảy ra các trận đánh liên tiếp gần Lạc Dương, cũng như ở phía tây và phía nam, hai bên đều có được các trận thắng. Vào mùa thu năm 620, Đường Cao Tổ ủy thác cho hoàng nhi là Tần vương Lý Thế Dân đem quân tiến công Lạc Dương, Vương Thế Sung tiến hành chuẩn bị phòng thủ và phản công. Vương Thế Sung cầu hòa với Lý Thế Dân, song bị Lý Thế Dân từ chối, các thành của Trịnh dần bị công chiếm hoặc đầu hàng Lý Thế Dân. Vào mùa đông năm 620, Trịnh ở trong tình thế tuyệt vọng, vì thế Vương Thế Sung đã phái sứ giả đến chỗ Đậu Kiến Đức để xin quân Hạ cứu viện. Đậu Kiến Đức nghĩ rằng nếu như Đường diệt được Trịnh thì nước Hạ của ông ta sẽ bị dồn vào đường cùng, vì thế đã chấp thuận, thuyết phục Lý Thế Dân triệt thoái theo đường ngoại giao, song Lý Thế Dân cũng từ chối.
Trong khi đó, vào mùa xuân năm 621, Lý Thế Dân đã tiến hành bao vây Lạc Dương. Quân của Vương Thế Sung có các máy lăng đá và nỏ có mức sát thương cao, khiến quân Đường chịu nhiều thương vong, nhiều tường Đường do vậy đã muốn triệt thoái. Tuy nhiên, Lý Thế Dân tin tưởng rằng Lạc Dương sẽ sớm thất thủ nên đã từ chối. Đến khi hay tin Đậu Kiến Đức tiến đến gần, Lý Thế Dân đã quyết định tiến về phía đông bố trí phòng thủ tại Hổ Lao quan nhằm chặn bước tiến của quân Hạ, chỉ để lại một đội quân nhỏ dưới quyền thống soái của Tề vương Lý Nguyên Cát tại Lạc Dương. Vương Thế Sung thấy quân của Lý Thế Dân đã di chuyển song vì không nắm rõ tình thế nên đã không tấn công hậu quân của Lý Thế Dân.
Trong khi đó, chống lại lời khuyên bảo của quân sư Lăng Kính (凌敬) và Tào hoàng hậu, Đậu Kiến Đức đã tiến đến Hổ Lai quan vào mùa hè năm 621. Thoạt đầu, Lý Thế Dân từ chối giao chiến với Đậu Kiến Đức, song sau đó phản công, đánh bại và bắt được Đậu Kiến Đức. Lý Thế Dân cũng cho đưa Đậu Kiến Đức và các sứ thần của Vương Thế Sung là Đại vương Vương Uyển (王琬) và Trưởng Tôn An Thế (長孫安世) đến Lạc Dương để phô trương trước Vương Thế Sung. Sau khi nói chuyện với Đậu Kiến Đức, Vương Thế Sung ứa nước mắt. Vương Thế Sung tính đến chuyện chạy khỏi vòng vây và chạy đến Tương Dương (襄陽, nay thuộc Tương Dương, Hà Bắc)- một thành do Ngụy vương Vương Hoằng Liệt (王弘烈) của ông trấn thủ. Các tướng lĩnh chỉ ra rằng Vương Thế Sung dựa vào trợ giúp của Đậu Kiến Đức, và nay Đậu Kiến Đức đã bị bắt giữ, cho nên không thể làm được gì nữa. Do đó, Vương Thế Sung ra khỏi thành và đầu hàng Lý Thế Dân. Lý Thế Dân cho xử tử một số hạ thần cao cấp của Vương Thế Sung, song lại tha cho Vương Thế Sung cùng gia quyến của ông và các hạ thần khác.

## Qua đời
Lý Thế Dân cho giải Vương Thế Sung và Đậu Kiến Đức về kinh thành Trường An của Đường để trình cho Đường Cao Tổ. Khi bị Đường Cao Tổ quở trách, Vương Thế Sung nói: "Xét ra thần có tội đáng bị giết không thể dung tha, song Tần vương đã hứa rằng thần không phải chết". Vào mùa thu năm 621, Đường Cao Tổ tha cho Vương Thế Sung song giáng ông làm thứ dân, cho lưu đày ông cùng gia tộc đến đất Thục, trong khi xử tử Đậu Kiến Đức.
Trong khi Vương Thế Sung cùng các thành viên trong gia đình ông đang trên đường đi lưu đày, họ bị bắt giữ tại doanh trại ở châu có kinh thành là Ung châu (雍州). Vũ Lâm tướng quân Độc Cô Tu Đức (獨孤修德) nhân cơ hội này đã tiến vào doanh trại, tuyên bố rằng Đường Cao Tổ muốn gặp Vương Thế Sung. Vương Thế Sung và Vương Thế Uẩn bước ra để chào đón Độc Cô Tu Đức, song Độc Cô Tu Đức đã sát hại họ để trả thù giết chết cha Độc Cô Cơ. Đường Cao Tổ chỉ miễn chức quan thứ sử Định châu (定州, nay gần tương ứng với Bảo Định, Hà Bắc) của Độc Cô Tu Đức. Các thành viên khác trong gia tộc họ Vương bị đưa đi lưu đày, song sau đó họ đều bị xử tử do họ định nổi dậy trên đường đi.

## Đánh giá
Trong số các quân chủ tự xưng vào giai đoạn triều Tùy tan rã, Vương Thế Sung là một trong những người bị các sử gia truyền thống thóa mạ gay gắt nhất. Sử gia thời Hậu Tấn là Lưu Hu- chủ biên của Cựu Đường thư, nhận xét:
Thế Sung là một gian nhân, gặp được hôn chủ, ông ta nịnh bợ và làm những trò quỷ để có được vinh danh, đối với cấp dưới ông dùng các lý lẽ phi lý để chế ngự luận điểm của quần thần. Cuối cùng ông soán ngôi bất hợp pháp, trở nên phóng túng ngông cuồng, sát nhân tàn nhẫn. Ông làm ra vẻ thấu cảm để kiểm soát quần thần, những kẻ được ông ủy nhiệm đa phần là làm phản hoặc trốn chạy. Cuối cùng, ông ta hàng Tần vương, may mắn mà không bị giết.